# Vridande moment
Denna artikel handlar om skulpturen.  För mekanikbegreppet med snarlikt namn, se vridmoment.
Vridande moment (ibland även kallad Skruven) är en stålskulptur i Skärholmen, södra Stockholm. Skulpturen som har blivit signatur för Skärholmens centrum skapades 1968 av konstnären Aston Forsberg.

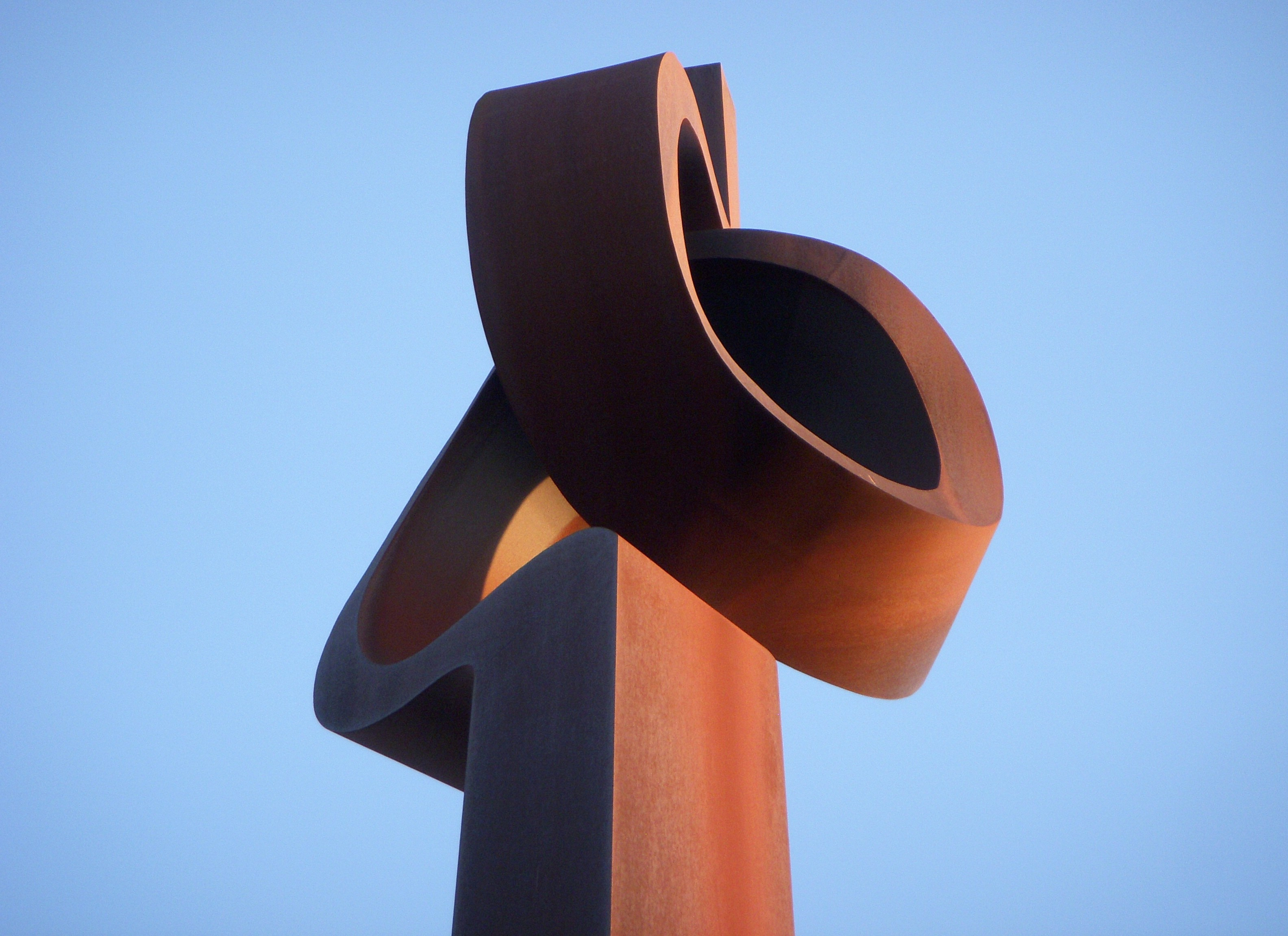
Vridande momentets "knut", 2011.

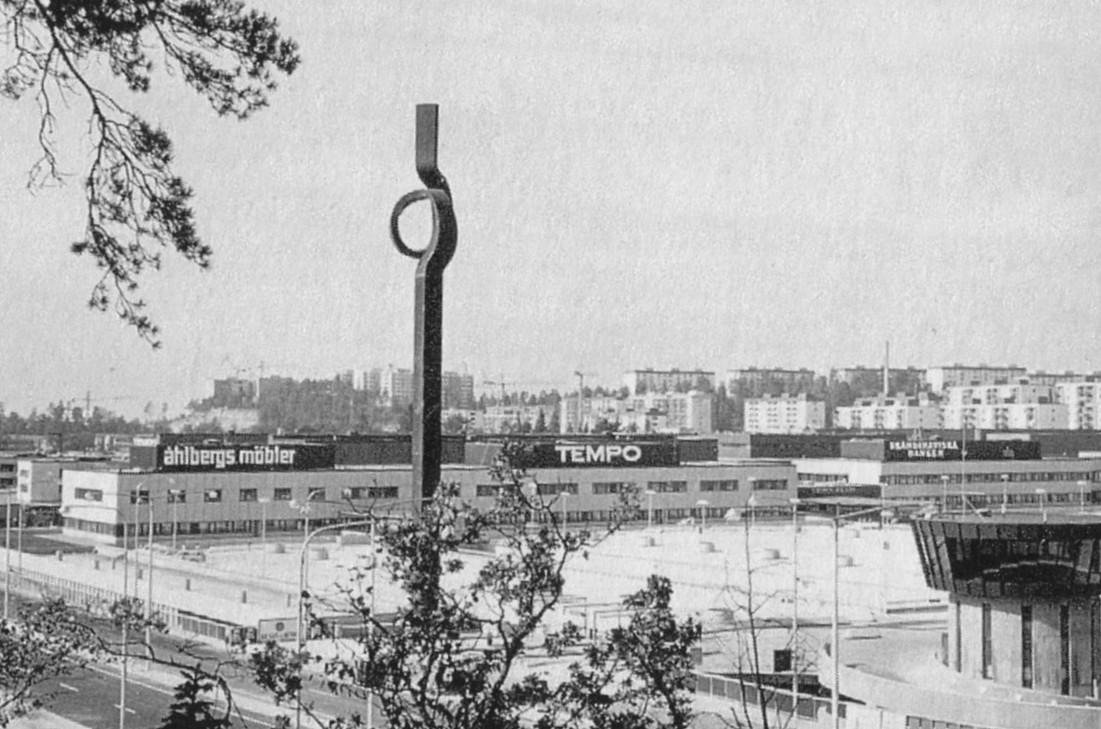
"Vridande moment" och P-huset 1968.

I samband med planeringen av Skärholmens centrum avsattes medel för konstnärlig utsmyckning. "Vridande moment" vann första pris i en idétävling som Aston Forsberg deltog i 1968. Forsberg använder sig gärna av kraftiga material som stål och betong och bygger uttrycksfulla former, rörelser och rytmer. Samma koncept tillämpade han för Vridande moment som  står som ett stort utropstecken på Skärholmens parkeringshus. 
Den 35 meter höga och 40 ton tunga skulpturen är tillverkad av cortenstål som ger den jämn roströd yta. Stålpelaren mäter 1,40 x 1,40 meter vid basen och smalnar av upptill.